# Aminokwasy względnie endogenne
Aminokwasy względnie endogenne – aminokwasy endogenne, które mogą być syntetyzowane w organizmie, ale wyłącznie z egzogennego aminokwasu, np. tyrozyna powstająca z fenyloalaniny lub cysteina powstająca z metioniny.